# 東新川町 (宇部市)
東新川町（ひがししんかわちょう）は山口県宇部市の地名。住居表示実施地域。郵便番号は755-0019（宇部郵便局管区）。

## 地理
かつては宇部市中心部を流れる真締川（新川）の東側の地域一帯を指して「東新川」と呼称されていたが、現行行政地名として残っているのは東新川駅周辺のみである。
東新川町は宇部市の中心市街地の東側に位置する。北西側に常藤町、北東川に神原町、南西側に松山町、南側に東芝中町が接しており、町域内北東部には宇部線が通る。町域内は商業地域および住宅地となっており、東新川駅周辺にビジネスホテルや中規模マンション等が立地する。
宇部市街地に大きな被害をもたらした1945年（昭和20年）の空襲では比較的被害の少なかった地区であり、当初は宇部市の戦災復興都市計画によって土地区画整理事業が施工される予定であったが、GHQのドッジ・ラインに基づく予算削減により施工区域から除外された。このため地区内には戦前の街区が依然として残り、既に計画決定から数十年が経過している都市計画道路の整備も進んでいない。

## 歴史

### 沿革
- 1923年（大正12年）8月1日 - 東新川駅が開業。

## 交通

### 鉄道
- JR西日本東新川駅

### バス
- 宇部市交通局 「東新川駅前」

## 施設

### ホテル
- ロイヤルシティホテル

### 主な企業・団体
- 東芝電材マーケティング宇部営業所
- 創価学会宇部文化会館

### 商業施設
- セブンイレブン宇部東新川店

### その他
- 二木事務所